# 新疆時間

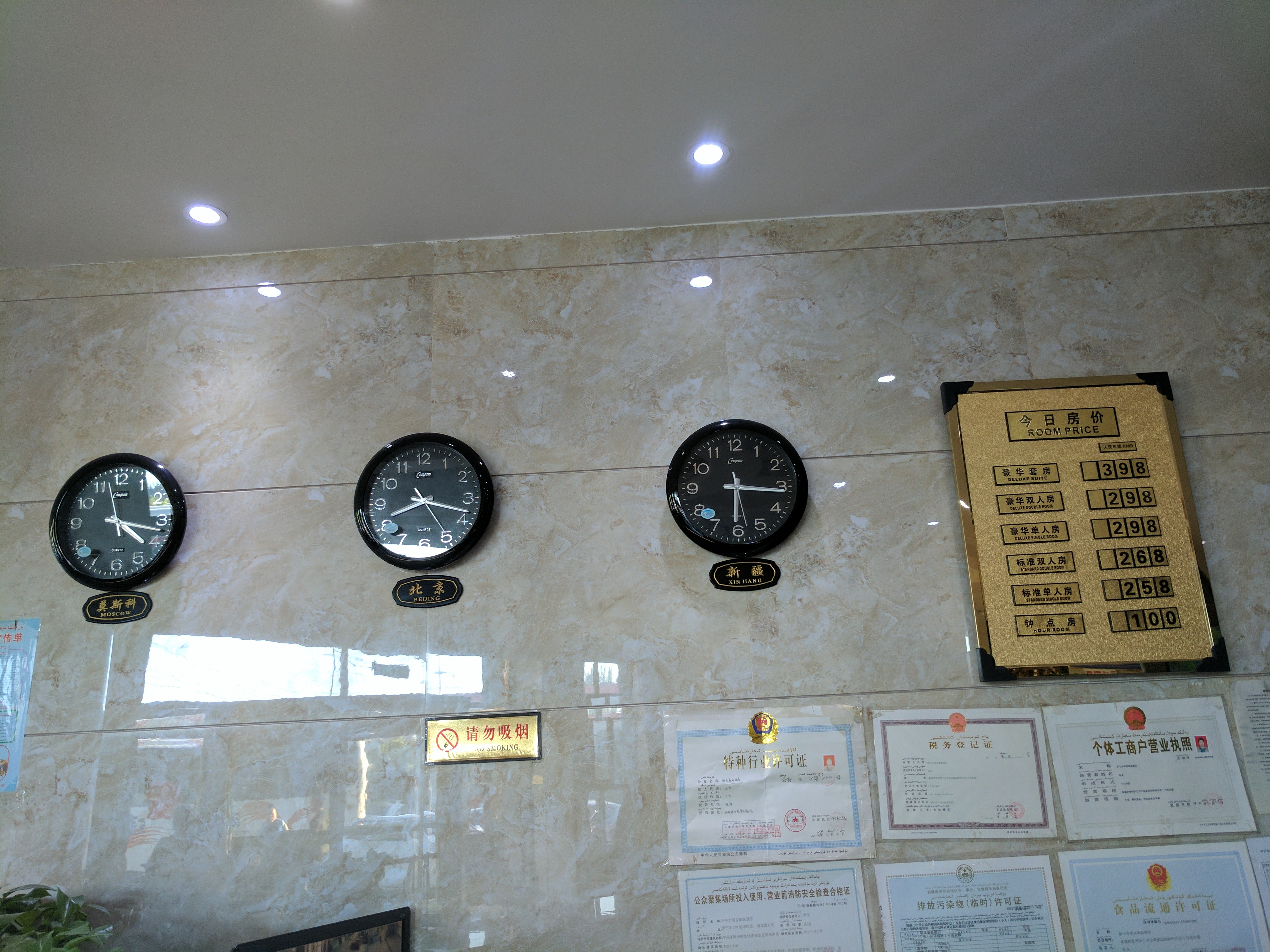
新疆ウイグル自治区のホテルの時計

新疆時間（しんきょうじかん、中国語: 新疆时间）またはウルムチ時間（ウルムチじかん、中国語: 乌鲁木齐时间）は、中華人民共和国・新疆ウイグル自治区で使用されている標準時である。時間帯はUTC+6で、中国標準時（いわゆる北京時間・UTC+8）より2時間遅れ。同自治区では公式には北京時間が用いられ、新疆時間は北京時間と併用されている。

## 歴史
新疆時間は1970年代から1980年代にかけて廃止、再確立された。1986年2月に中国政府は新疆時間の使用を認めたが、鉄道,電気通信,航空機などでは北京時間が使用されることになった。しかし漢民族が影響を持つ地域などではこれは拒絶された。

## 使用状況
現在は漢民族人口の多い地域では北京時間を、ウイグル族をはじめとする少数民族の人口が多い地域では新疆時間が使用されているという状況である。また、いくつかの自治体では両標準時を併用している。2つの標準時が混用されている状況であり、混乱を招くということもある。このような標準時の併用は放送にも見られる。新疆電視台では中国語チャンネルでは北京時間に沿って、ウイグル語、カザフ語チャンネルでは新疆時間に沿ってスケジュールが組まれている。一部の漢民族は言語の障壁によって新疆時間の存在を認識していない可能性もある。
2014年に、AppleはiOSモバイルオペレーティングシステムに新疆ウイグル自治区の既定の時間を新疆時間に変更するアップデートをリリースした。このアップデートは予告なしに行われたためアップデート前に設定していたアラームなどが正しく作動しないなどの混乱をもたらした。

## IANA time zone database
tz databaseにおいて新疆ウイグル自治区は次の名称で登録されている。
表中の*のついたカラムはzone.tabのデータを含んでいる。
| 国名コード* | 座標*       | タイムゾーン* | 通称*    | 標準時 | 夏時間 | 備考                           |
| ----------- | ----------- | ------------- | -------- | ------ | ------ | ------------------------------ |
| CN          | +4348+08735 | Asia/Urumqi   | 新疆時間 | UTC+6  | なし   | 歴史的に新疆、チベットの標準時 |
| CN          | +3929+07559 | Asia/Kashgar  |          | UTC+6  | なし   | 歴史的に崑崙の標準時           |